# Jaculus thaleri
Jaculus thaleri és una espècie de mamífer rosegador de la família dels dipòdids. És endèmic de la província de Khorasan (Iran). És un parent proper de J. blanfordi, però se'n diferencia per tenir el penis més llarg i corb, el bàcul més llarg i un altre cariotip. En general, és més petit que J. blanfordi, especialment pel que fa a les dimensions de les orelles, les potes posteriors i la cua.
L'espècie fou anomenada en honor del zoòleg francès Louis Thaler.